# 松崎食産
松崎食産株式会社（まつざきしょくさん）は、日本のKYKグループの食品メーカー。本社は大阪市阿倍野区松崎町3丁目15番7号に所在する。

## 概要
セントラルキッチン方式で製造した食材を、そのままチルド輸送で、とんかつ「KYK」、デリカ「KYK」、カレーハウス「サンマルコ」などの店舗に供給販売する。
1969年7月に曲田商店の仕入・加工・物流部門を独立させ設立された。